# 雎安奇
雎安奇（1975年—），男，乌鲁木齐人。中国新一代导演，跨媒体艺术家。

## 生平
1975年出生于乌鲁木齐市。祖籍江苏南京。1995年在新疆创办红旗广告公司。1999年毕业于北京电影学院导演系。2000年处女作《北京的风很大》入围第50屆柏林影展青年论坛单元。2015年《诗人出差了》在44届鹿特丹影展首映并获得了最佳亚洲电影大奖，以及第16届韩国全州國際電影節最高大奖。

## 导演作品
| 年份   | 名称                 | 时长    |
| ------ | -------------------- | ------- |
| 2000年 | 《北京的风很大》     | 50分钟  |
| 2006年 | 《中国之夜》         |         |
| 2008年 | 《采花大道》         |         |
| 2014年 | 《巴黎派对》         | 73分钟  |
| 2015年 | 《诗人出差了》       | 103分钟 |
| 2016年 | 《钻的人》           | 35分钟  |
| 2016年 | 《失踪的警察》       | 50分钟  |
| 2016年 | 《阿尔莫多瓦的演员》 | 13分钟  |
| 2018年 | 《艺术是什么》       | 25分钟  |